# Сирабидзееби
Сирабидзееби (груз. სირაბიძეები) — село в Кедском муниципалитете Грузии.

## География
Село находится на левом берегу реки Аджарисцкали, на расстоянии в 9 километрах от посёлка городского типа Кеда, административного центра муниципалитета. Абсолютная высота — 380 метров над уровнем моря.

## Население
По данным переписи населения 2014 года, в селе проживает 252 человека.
| Год  | Население | Мужчины | Женщины |
| ---- | --------- | ------- | ------- |
| 2002 | 292       | 147     | 145     |
| 2014 | ↘252      | 122     | 130     |